# Namntabu
Namntabu var en form av språkligt tabu i Kina som innebar ett förbud mot att säga eller skriva namnet på kejsaren eller ens förfäder.
Namntabun:
- Det statliga namntabuet (国讳; 國諱) var ett tabu mot att använda namnet på kejsaren samt dennes förfäder. Under Qindynastins dagar undveks Qin Shi Huangs namn Zheng (政), och namnet på årets första månad "Zheng Yue" (正月, "den upprätta månaden") byttes till "Duan Yue" (端月, "den korrekta/upprätta månaden"). Generellt sett undveks förfäders namn så långt tillbaks som till sjunde led.
- Klanens namntabu (家讳; 家諱) var ett tabu mot att använda namnen på sina förfäder
- De heligas namntabu (聖人諱) var ett tabu mot att använda namnen på respekterade personer. Under Jindynastin (1115–1234) var till exempel Konfucius namn tabu.

I diplomatiska dokument och brev mellan klaner följdes varje klans namntabu.
1777 skrev Wang Xihou (王錫侯) en bok som kritiserade Kangxi-ordboken och skrev ut kejsarens namn, vilket ledde till den då regerande Qianlong-kejsaren dömde Wang Xihou och hela hans släkt avrättning.
Det fanns tre sätt att undvika ett skrivtecken:
- Byta ut det mot ett som lät helt eller delvis som det tecken man ville undvika
- Lämna utrymmet tomt
- Utelämna ett av penseldragen, i synnerhet det sista.

Namntabun följs inte lika strikt i dag (2005), men fortfarande undviker många att ge sina barn samma eller liknande namn som förfäderna hade. Namntabun kan också förklara varför även moderna kineser tycker att det är att brista i respekt att nämna äldre vid namn.